# Zoenverdrag
Een zoendinc, zoending of zoenverdrag was een laatmiddeleeuwse akte betreffende de bezoening of verzoening van de betrokken partijen of de bestraffing van de schuldige partijen.

## Geschiedenis
Tussen de 13de en de 16de eeuw werden de lokale zoendingen in steden geregistreerd in zoendingboeken, één van de gemeentelijke registers naast het wezenboek en de staten van goed. 
Ook tussen landen waren zoending in de vorm van verdragen van toepassing. Zo was er na de Brugse Metten en de Guldensporenslag het Verdrag van Athis-sur-Orge tussen de Franse koning Filips De Schone en de Vlaamse Gwijde van Dampierre. Een ander voorbeeld is de Zoen van Delft een verzoening tussen Jacoba van Beieren en hertog Filips van Bourgondië.

## Straffen
Veroordeelden konden voor strafbare feiten kwijting krijgen met het betalen van een overeengekomen geldsom of met een zoenbedevaart of pelgrimstocht naar Avignon, Constantinopel, Jeruzalem of Rome. Mogelijks was het Spaanse Santiago de Compostella ook een zoenbedevaartsbestemming, gezien daar op 13 september 1354 een attest werd opgesteld voor de Gentse bedevaarder Willem van de Putte.